# جيل كارلوس رودريغيز إغليسياس
جيل كارلوس رودريغيز إغليسياس (بالإسبانية: Gil Carlos Rodríguez Iglesias)‏ هو محامي وقاضي وكاتب إسباني، ولد في 26 مايو 1946 في خيخون في إسبانيا، وتوفي في 17 يناير 2019 في مدريد في إسبانيا.